# Enyvestönkű nedűgomba
Az enyvestönkű nedűgomba (Hygrocybe glutinipes) a csigagombafélék családjába tartozó, Európában és Észak-Amerikában honos, nedves réteken, legelőkön élő, nem ehető gombafaj.

## Megjelenése
Az enyvestönkű nedűgomba kalapjának átmérője 0,5-3 cm, alakja fiatalon domború, akár félgömbös, de gyorsan laposra kiterül, csak közepén marad egy kis púp, esetleg köldökösen bemélyedő. Fiatalon a nedves gomba élénk citromsárga, majd narancssárgás színe a szélétől kezdve fakulni kezd; az idősebb példányok már fakó szürkéssárgák vagy majdnem fehérek, csak a kalap közepe marad színes. Nedves időben vastagon nyálkás, egyébként tapadós, zsírfényű a kalapja. Széle középtájig, vagy még mélyebben bordás; a bordák mentén cakkosan berepedező vagy hullámos. Húsa vékony vizenyős, színe a kalapéhoz hasonló. Szaga és íze nem jellegezetes.
Széles, ritkán álló lemezei váltakozó hosszúságúak, az idősebb példányokon tönkhöz nőttek, kissé lefutóak. Színük sárga vagy halványnarancs, élük világosabb, szinte fehér.
Spórapora fehér. Spórája ellipszis formájú, sima, mérete 8-10 x 4-5μm.
Tönkje 1,5-4 cm magas és 0,15-0,3 cm vastag. Alakja nyúlánk, laposodó. Színe sárgás, zöldessárgás, közvetlenül a lemezek alatt vörösessárga. Idősen üregessé válik. Felszíne mindig nyálkás, még szárazabb időben is tapadós.

## Elterjedése és termőhelye
Európában és Észak-Amerikában honos.  
Savanyú talajú hegyvidéki rétek, legelők nyirkos részein található meg, sokszor a mohában. Augusztustól novemberig terem. 
Nem ehető.   